# Shogo Kobara
Shogo Kobara (Kanagawa, 2 november 1982) is een Japans voetballer.

## Carrière
Shogo Kobara speelde tussen 2001 en 2010 voor Yokohama F. Marinos, Vegalta Sendai, Montedio Yamagata en Ehime FC. Hij tekende in 2011 bij Avispa Fukuoka.